# زاک ابوت
زاک ابوت (انگلیسی: Zach Abbott؛ زادهٔ ۱۳ مهٔ ۲۰۰۶) بازیکن فوتبال است.
وی همچنین در تیم‌های ملی فوتبال زیر ۱۶ سال انگلستان و زیر ۱۷ سال انگلستان بازی کرده‌است.